# Lonchocarpus nelsii
Lonchocarpus nelsii är en ärtväxtart som först beskrevs av Schinz, och fick sitt nu gällande namn av Wilhelm Christian August Heering och Grimme. Lonchocarpus nelsii ingår i släktet Lonchocarpus och familjen ärtväxter.

## Underarter
Arten delas in i följande underarter:
- L. n. katangensis
- L. n. nelsii